# ガス・ダッジョン
ガス・ダッジョン（Gus Dudgeon、1942年9月30日 - 2002年7月21日）は、イギリスの音楽プロデューサー。エルトン・ジョンの作品のプロデューサーを多く務めたことで知られる。

## 若手時代
ガス・ダッジョンは、イギリス サリーのウォキングで生まれた。そして、ウエスト・ハムステッドにあるデッカ・レコードのスタジオで勤務した。最初は雑用係だったが後にエンジニアとなり、アートウッズやデイヴィ・グレアム、ゾンビーズらと仕事をし、トム・ジョーンズやローリング・ストーンズのオーディションの手伝いを経て、1967年に発表されたテン・イヤーズ・アフターのデビューアルバム『テン・イヤーズ・アフター・ファースト』の共同プロデューサーとして名を連ねている。ボンゾ・ドッグ・ドゥー・ダー・バンドのアルバム『おばあちゃんの温室のドーナツ』（1968年）・『タッドポール』（1969年）のプロデューサーも務めた。
他にはマイケル・チャップマンのデビュー作『レインメイカー』（1969年）、2枚目『フリー・クオリファイド・サバイバー』（1970年）、3枚目『Wrecked Again』（1971年）のプロデューサーを務めた。そしてダッジョンの仕事で有名なものは、デヴィッド・ボウイの1969年のヒットシングル「スペイス・オディティ」のプロデュースである。

## エルトン・ジョンとの活動
ダッジョンはデッカ・レコードを離れ、自らの会社を興した。1970年に独立したダッジョンは、エルトン・ジョンと仕事をし始めた。彼らが最初に一緒に取り組んだものは、シングル「僕の歌は君の歌」であり、シンプルなピアノ曲にオーケストラ・アレンジを加えた。シングルは成功し、全米シングルチャートで8位まで上昇する、エルトン・ジョンにとっての最初の大ヒット曲となった。その後はエルトン・ジョンの数々のアルバムのプロデュースを務めて成功を収めたが、ダッジョンは批判的なコメントも残している。1974年のアルバム『カリブ』について「サウンドは最悪、歌はどこにもないし、ジャケットも間違っていて、歌詞もよくないし、歌唱もまともではない。演奏も今一つであり、何よりもプロデュースが最低である。」と批判している。
ダッジョンとエルトン・ジョン、作詞家のバーニー・トーピン、スティーヴ・ブラウンで1973年にレコード・レーベル、ロケット・レコードを設立した。エルトン・ジョンとの共同制作は1976年のアルバム『蒼い肖像』で一旦終わりとなったが、1985年のアルバム『アイス・オン・ファイアー』で久しぶりに再会してプロデュースを担当している。1986年の終りに行われたエルトン・ジョンのオーストラリア・ツアーでは、メルボルン交響楽団の80名以上のメンバーとのミキシング作業を担当した。ツアーの最終日の録音は、アルバム『エルトン・スーパー・ライヴ 〜栄光のモニュメント〜』（1987年）として発表されている。1995年にはダッジョンはエルトン・ジョンの多くのカタログをリマスタリングしている。

## その他の活動
1972年にジョアン・アーマトレーディングのデビューアルバム『Whatever's for Us』のプロデュースを務めた。1975年にはキキ・ディーのシングル「愛しているのに」（ナンシー・ウィルソンのカバー。原題「(You Don't Know) How Glad I Am」）のプロデュースを行っている。エルキー・ブルックスのヒット作『Pearls』（1979年）・『Pearls II』（1982年）のプロデューサーを務め、ドイツの歌手トーマス・アンダースのソロデビューアルバム『Different』（1989年）のプロデュース、XTCのアルバム『ノンサッチ』（1992年）のプロデュースなど、様々なアーティストの作品のプロデューサーとして活動していた。

## 死
2002年7月21日、イギリス バークシャーのM4モーターウェイ、レディングとメイデンヘッドの間近辺にて、ダッジョンが運転する車が事故を起こして妻のシーラとともに亡くなった。検死では事故死と記録された。エルトン・ジョンは知らせを聞いて酷く悲しみ、ダッジョンのことを「彼の世代でもっとも偉大なプロデューサー」と評している。
エルトン・ジョンの2004年のアルバム『ピーチ・ツリー・ロード』は、ガスとシーラに捧げられている。